# Історія білоруської мови
Історія білоруської мови — процес нерозривного розвитку білоруської мови з давньої праіндоєвропейської протомови до теперішнього часу.
Історія білоруської писемності налічує не менше 10 століть. Мова білоруського народу склалася в XIV-XVI століттях, коли землі сучасної Білорусі входили до складу Великого Князівства Литовського.
У пізньому 17 — поч. 19 в. в Речі Посполитій жива старобілоруська мова зберігалася тільки на білоруських землях і у простого народу, до пори — в дрібної шляхти. Соціальна верхівка суспільства, вихована в польській культурі, вважала білоруську мову взагалі непридатною для використання в літературі [2]. Саме в цей період білоруси зазнали особливо сильний тиск полонізації. Після повстань 1830 і особливо 1863 років полонізація, яку проводили тодішні місцева велика знать і католицьке духовенство, змінилася русифікацією, яку проводив царський уряд.
Зразки живої старобілоруської мови потрапляли в літературу переважно у творах «шкільної драми», з яких тільки один [3] був зі своєю появою надрукований (сатира «Привітання на перший виїзд з Королевци ...», тисячі шістсот сорок два), залишок залишилася в рукописах. Ці твори, а точніше, їх фрагменти, і є практично єдиними зразками живого білоруської мови того часу. Мова їхня схожа на народну кінця 19 - поч. 20 в., чимало полонізмів. Записані вони переважно латиницею, мала їх частина, що зі Смоленської землі — кирилицею [2]. Крім того, деякі фонетичні особливості старобілоруської мови збереглися в пам'ятках писемності білоруських татар кінця 16 - початку 17 ст. [2], наприклад, в Кітаб.
Сучасний етап розвитку білоруської мови умовно відраховується від початку 19 століття, коли були зроблені спроби створення літературної мови на основі народних говірок.

## Походження
Вважається, що основою білоруської мови були різні говірки та діалекти східнослов'янських племен дреговичів, радимичів, кривичів, а також частково сіверян — предків північних українців. За своєю генеологією найближча мова до білоруської українська, за лексикою білоруська мова у значній мірі схожа на українську, польську, російську, литовську та інші мови.

## Литовсько-польський період
У період існування Великого Князівства Литовського старобілоруська (староукраїнська) мова була офіційною мовою у цій державі, через це вона розвивалася і поширювалася. Старобілоруська мова використовувала кирилицю. Проте уже з 17 століття старобілоруська мова поступово витісняється польською, доки у 18 столітті не склалася ситуація, при якій білоруською мовою розмовляли лише сільські жителі, білоруська мова використовувалася лише у побуті, а літературною і книжною мовою була польська.
Старобілоруською мовою було написано «Литовський статут» (1566), переклади Святого Письма.

## Білоруська Народна Республіка

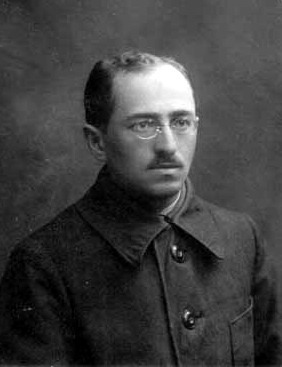
Броніслав Тарашкевич, 1892—1938

"У 1918 році напередодні проголошення незалежности Білоруської Народної Республіки, виникла необхідність кодифікації білоруської мови як державної. Провідні лінгвісти країни запропонували кілька проєктів:
- «Biełaruskaja hramatyka dla škoł» Броніслава Тарашкевича — стала основою для цього правопису, спершу вийшла латиницею, але того ж року видано й кириличний варіант. Відповідні правила білоруської мови домінували з 1918 року до реформи 1933 року;
- «Hramatyka biełaruskaj mowy» Баляслава Пачопкі;
- «Biełaruski prawapis» Антона Луцкевича і Яна Станкевича;
- «Prosty sposab stacca u karotkim časie hramatnym» Рудольфа Абіхта і Яна Станкевича.

Перемогу кодифікації Тарашкевича визначали такі фактори: вона була найбільш ґрунтовною; охоплювали більшість ортографічних колізій; більшою мірою продовжив практику білоруської преси попереднього періоду; містили практики, корисні для дидактичного використання; з'явився на прохання білоруської політичної еліти. Навіть "офіційне радянське мовознавство" визнало, що робота Тарашкевича була дуже успішною для висвітлення основних законів білоруської мови, і всі подальші проєкти та реформи білоруської мови базувались на цій кодифікації.
На думку мовознавців, прийнята кодифікація зіграла виняткову роль у стабілізації морфологічних норм білоруської мови. Її швидкому та загальному сприйняттю білорусами сприяла відсутність нав'язування авторами власного мовного смаку та орієнтації на широку діалектну основу, на якій не було надано перевагу лише одному діалекту.

## Радянський період
Під час мовної реформи 1933 року сталася відмова від «класичного правопису білоруської мови» — в білоруську мову було введено більше 30 фонетичних і морфологічних особливостей, які зблизили його з російською мовою.

Робота над проєктом проходила у вкрай політизованій атмосфері ескалації зросійщуваних тенденцій, боротьби з «націонал-демократами», сталінських репресій та жорстокої колективізації, проєкт виявився вкрай суперечливим та багатовекторним. Таким чином, разом із змінами, спрямованими на очевидне наближення білоруської мови до російської, існували діаметрально протилежні речі. Незважаючи на помітний зросійщених ухил академічного проєкту 1933 р., він не задовольнив радянське керівництво через занадто велику толерантність у наближенні білоруської мови до російської мови. Крім того, новий етап у боротьбі з білоруським націоналізмом поставила стаття «Под фальшіво-національним флагом», опублікована 3 лютого 1933 року в московській газеті «Правда». Спеціальний кореспондент видання А. Давидюк сказав із Мінська:
|  | Мова йде про активізацію буржуазних націоналістів у Білорусі, про політичний характер їх виступів, що відображають опір пролетарської держави загиблим куркулям. |

Відразу після цієї публікації Академічний проєкт був поспішно розглянутий і обговорений у Наркоматі освіти під керівництвом новопризначеного (замість репресованого) наркома Олександра Чернушевича, педінститутом, різними радянськими та партійними організаціями. У результаті до документа були чітко додані пропозиції щодо зросійщення, які мала засвідчити лояльність, «правильну ідеологічну спрямованість» як творців, так і дискутантів Проєкту. Але, незважаючи на це, документ був повністю переглянутий.

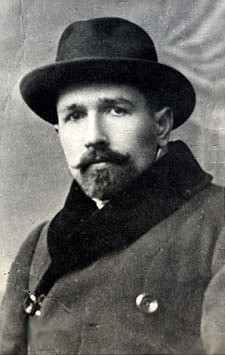
Степан Некрашевич

5 травня ЦК Комуністичної партії Білоруси створило спеціальну «Політичну комісію для перегляду російсько-білоруського словника та нових правил написання білоруської мови». Примітно, що жоден мовознавець не входив до складу комісії, а членами її були переважно політики.
До 21 липня Бюро ЦК КП(б)Б видало постанову, у якій зазначено, що робота над проєктом реформи завершена: «Погодьтеся з пропозицією товариша Чернушевича направити проєкти нового білоруського правопису на розгляд культпропа ЦК УсеКП(б)». 26 серпня документ був затверджений Наркоматом БРСР, а 27 серпня — Білоруським ЦК. Таким чином, прийняття проєкту відбувалося за замовленням без попередньої публікації та громадського обговорення.
Резолюція мала назву — «Про зміни та спрощення білоруського правопису», але насправді ортографічні зміни не принесли спрощення. Деякі правила, запроваджені реформою, пропонувалося змінити в наступних правописних проєктах (1939 і 1951 рр.), і це було зроблено майже негайно в результаті зміни політичного режиму — для «розвінчання культу особистости» (1956 р.).
Документ прийняв усі пропозиції Академічного проєкту 1933 р., який передбачав зближення з російською мовою. У той же час технічна підготовка відповідної частини документа набагато краща за новостворені розділи, які містять багато суперечностей, фактичних та методологічних помилок та упущень.
Реформа правопису 1933 р. вплинула не тільки на фонетичні та морфологічні особливості, а й на словниковий запас білоруської мови. Наприклад, якщо дореформений «російсько-білоруський словник» Степана Некрашевича і Миколи Байкова для перекладу російського слова «государство» пропонували синоніми «дзяржава», «гаспадарства», «панства», пореформений словник Олександровича — лише «дзяржава», те саме перекладене слово і російське «держава», еквівалентне російському «город» в першому словнику були «места», «горад», а в другому — лише «горад»). У цьому ж словнику є такі притаманні білоруській мові прикметникові форми, як «забыўчывы», «неўстрашымы», «брадзячы». За наказом більшовиків російсько-білоруський словник 1953 року також був зросійщений. До білоруських слів додавали російські синоніми, часто ставлячи їх на перше місце: рос. батрак — біл. батрак, парабак; большак — гасцінец, бальшак; поезд — поезд, цягнік; минута — мінута, хвіліна. Ще далі пішов словник 1982 р., який рекомендував вживати поряд із словами «вавёрка», «бусак» також «белка», «багор» тощо. Подібна практика була продовжена в наступному «Російсько-білоруському словнику» в 1953 р., коли на перше місце ставилася калька з російської мови, а за нею, як правило, слідувало оригінальне білоруське слово.
Загалом радянська влада наказала знищити рукописи попередньо підготовлених академічних словників, включаючи багатотомний Словник живої білоруської мови, двотомні російсько-білоруські та білорусько-російські словники, польсько-білоруський та білорусько-польський, есперанто-білоруський та білорусько-есперанто, та латиська-білоруський, історичні та ортографічні.

Недобросовісність реформаторів, а також їхня риторика того часу добре видно з наступної цитати:
|  | Багато націонал-демократів постраждало від "окання" на словах іноземного походження. Такі слова, як «кааперацыя, калгас, трактар» та інші були написані через «о», мотивуючи це правило тим, що слово «калгас, кааперацыя» та інші не прийняті в білоруській мові, не ввійшли в ужиток. Те, що слова «калгас» і подібні до них чужі і ворожі, зрозуміло, як і буржуазна «апрацоўка» ортографії «стовпами лінгвістики» націонал-демократів. З огляду на процес засвоєння широкими робочими масами слів іноземного походження, ми зобов'язані передавати ці слова відповідно до їх вимовою, тобто через «акання», яке в рішенні ВНС про зміну ортографії і проводилося. Інтернаціонально-революційні слова, слова, які народилися в результаті пролетарської революції і які у всіх мовах всесвіту були розширені вимовою до «о», і в нашому новому написанні революційна якість зберігається. Слова «комуна» ... [далі — фактично цитата з Додатків до Постанови 1933 р про які див. нижче] — в нашому випадку теж пишуться через "о", тобто їх першоджерело зберігається в корені, і, таким чином, мова піднімається на новий, більш високий рівень розвитку шляхом пролетарського інтернаціоналізму. |

Через три місяці після прийняття першої резолюції «правопису» 3 грудня 1933 р. голова Наркомату БРСР Микола Голадзед підписав нову постанову РНК «Додатки до постанови РНК БРСР „Про зміни та спрощення правопису білоруської мови“», який виправив помилки в серпневому документі. Цим закінчився перший етап реформи правопису 1933 року.

Вкрай непослідовність та зросійщенні цілі реформи були визнані офіційним радянським мовознавством очевидними ще за часів т. зв. «Хрущовської відлиги»:
|  | ... правило про передачу акання та якання залишалося невирішеним. Багато невиправданих винятків із цього правила не принесли бажаного полегшення при написанні іноземної лексики, правило написання складних слів було дуже складним і невпорядкованим. Правило про перехід від д і т у дз’ і ц’ спричинило труднощі та ортографічні відмінності. Правила написання імен, прізвищ та географічних назв були плутаними та суперечливими Однак, незважаючи на недоліки, рішенням РНК БССР загалом виконало своє завдання ... ... Наблизьте білоруський правопис якомога ближче до російського. |

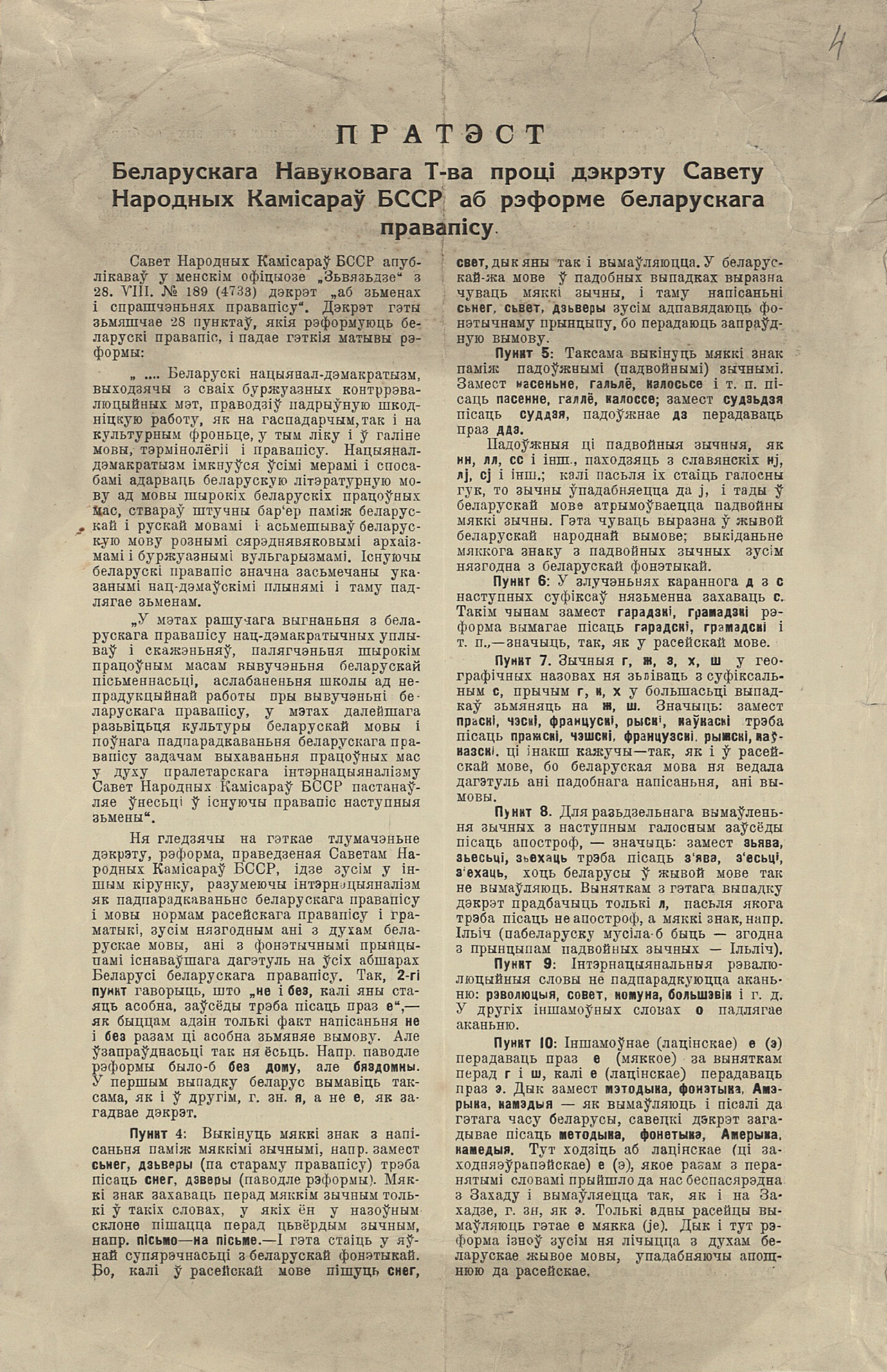
Перша сторінка протесту Білоруського наукового товариства у Вільно проти указу Наркомату про реформу білоруського правопису та подальшого ухвалення «наркомівки».

Білоруси за межами СРСР, насамперед захід Білоруси, а також білоруські центри в Латвії, Празі та Берліні, не прийняли змін, введених в білоруську мову. Зокрема, Білоруське наукове товариство у Вільно на своєму надзвичайному засіданні 31 жовтня 1933 р. прийняло резолюцію проти реформи, у якій відзначалося її зросійщена спрямованість та слабке наукове підґрунтя.
Основним наслідком реформи стала поява двох правописів (норм) білоруської мови, один з яких — наркомівка — почав офіційно застосовуватися в Радянському Союзі, а інший — традиційний класичний правопис — продовжував використовується білорусами за межами СРСР. Створення наркомівки розглядається як один із заходів політики зросійщення Білоруси, яка здійснювалася у двох основних напрямках: по-перше, безперервне зросійщення білоруської мови і, по-друге, систематичне витіснення цієї зросійщеної мови та її заміна російською мовою.
Після реформи 1933 року класичний правопис продовжував застосовуватися, розвиватися та вдосконалюватися за межами СРСР, а також у Білорусі під час Другої світової війни. За даними газети «Biełarus», жодне білоруськомовне видання, яке вийшло за межі СРСР, не використовувало наркомівку. У 1942 р. в Мінську відбулася лінгвістична конференція, результатом якої став новий правописний збірник Антона Льосіка «Biełaruski pravapis», виданий латиницею в 1943 р. і трохи пізніше того ж року — кирилицею: «Беларускі правапіс».
Новий етап у розвитку білоруського класичного правопису розпочався в середині 1940-х років, пов'язаний із появою білоруської політичної еміграції. Лінгвістичні дискусії проводились під час наукових зустрічей у Білоруському інституті науки та мистецтва в Нью-Йорку та Білоруській бібліотеці імені Франциска Скорини в Лондоні. Результати цих дискусій були опубліковані в періодичних виданнях (понад 100 назв). Крім того, проводилась велика лексикографічна робота. Такі люди, як Ян Станкевич та Антон Адамович, мали найбільший вплив на розвиток білоруського правопису за кордоном. У той же час, відкидаючи весь академічний розвиток після 1933 р. (який, однак, характеризувався нестабільністю офіційних норм і недостатньою послідовністю письмової практики), білоруська еміграційна громада залишила невирішеними питання, що виникли в 20-х роках XX століття.
У 1980-х роках, з початком процесу демократизації в СРСР в умовах нової хвилі білоруського національного відродження, розпочався рух за повернення класичного правопису до Білоруси, а також перегляд результатів реформи 1933 року. У 1988 р. газета «Літаратура і мастацтва» опублікувала відкритий лист молодих білоруських письменників «Рэпрэсаваны правапіс» із закликом до редакції літературних видань не змінювати правопис у текстах авторів. Звернення підписали Алесь Асташонак, Адам Гльобус, Володимир Орлов, Леанід Дранько-Майсюк, Сяржук Сокалау-Воюш, Анатоль Сис та інші. У 90-х роках В'ячеслав Адамчик та Василь Биков почали писати перші класичні ортограми.

## Сучасність
Вже на початку 90-х років було відзначено використання класичного правопису, пропорційно наркомівці. З тих пір певні періодичні видання почали використовувати традиційний білоруський правопис з певною мірою послідовности (насамперед у м'якості написання, написання слів грецького та латинського походження) — наприклад, газета «Свобода» (з часу заснування газети 1990), «Пагоня» і «Наша Ніва» (з часу відродження газети у травні 1991 р.), журнали «Спадчына» (з червня 1993 р.) та «Мастацтва» (з 1992 р. разом із матеріалами згідно наркомівки). Тим часом основні публікації білорусів східної Польщі, такі як газета «Ніва», не зайняли певної позиції щодо цього питання і продовжували використовувати офіційний правопис. Класичного написання релігійної літератури в 1990-х роках дотримувалась Латинська церква в Білорусі. Як зазначає професор Ніна Мячковська, саме тарашкевиця на той час став знаком відродження білоруської мови.
Після встановлення авторитарного режиму президентом Олександром Лукашенко в 1995 році та відновлення політики зросійщення Білоруси розпочався політичний гніт масових періодичних видань класичним правописом. У 1996 р. газета «Свабода» перейшла на офіційний правопис (на час ліквідації владою в 1997 р. видання мало шість офіційних попереджень), а в 1997 р. (1998 р.) — газета «Пагоня». У 1998 р. внесений із змінами закон про пресу дозволив зупиняти видання газет без рішення суду за двома попередженнями. 29 травня того ж року газета «Наша Ніва» отримала попередження від Державного комітету з питань преси через «спотворення загальновизнаних норм використовуваної мови». У відповідь редакція подала заяву до Вищого господарського суду, вимагаючи скасувати попередження. У судовому засіданні член-кореспондент Національної академії наук Олександр Булика, професори Броніслав Плотніков, Павло Сцяцко, Геннадій Цихун та керівник катедри Білоруського державного педагогічного університету імені Максима Танка Павло Михайлов засвідчили, що використання класичного правопису не порушує загальноприйнятих норм білоруської мови. У результаті 22 грудня 1998 року суд скасував попереднє попередження на тій підставі, що білоруський закон не вимагає офіційного застосування офіційних норм білоруської ортографії та пунктуації, і надав «Наша Ніва» право на публікацію згідно класичного правопису.
Як зазначила професорка Ніна Барщевська у 2002 році, багато білорусів, переважно інтелігенція, засудили реформу білоруської ортографії 1933 року та критикували її ортографічні норми, що негативно вплинуло на білоруську вимову, що особливо яскраво виявилося при роботі з дітьми в початковій школі.
Вирішення питання правопису в Білорусі було надане Комісії з удосконалення правопису (головою був Геннадій Цихун) Товариства білоруської мови імені Франциска Скорини, до складу якої, серед інших, входили Вінцук Вячорка та Зміцер Санько. Комісія активно працювала в 1991—1992 рр., а в 1993 р. опублікувала свої пропозиції. Загалом питання про існування двох правописів білоруської мови викликало дискусії в білоруськомовному суспільстві, причому погляди варіювались від повної підтримки до того самого повного заперечення.
Свідченням офіційного визнання необхідности уточнення правопису стало внесення відповідного пункту до «Державної програми розвитку білоруської мови та інших національних мов у Білоруській РСР» та наступні логічні кроки: проведення 19-20 листопада 1992 року Республіканської Наукової конференції «Праблемы беларускага правапісу», прийнята в 1993 р. Постановою Ради Міністрів № 556 «Про уточнення правопису білоруської літературної мови», а для реалізації постанови — створення Державної комісії з роз'яснення правопису (Голова Ніл Гілевич), до якого входили переважно представники офіційних структур. Комісія висунула низку пропозицій для громадського обговорення, але радикальна трансформація загальної ситуації в країні (серед іншого — повернення влади до політики зросійщення) зробила подальшу дію комісії неможливою, тому вона припинила своє існування рік пізніше, доручивши цю справу Академії наук та Міністерству освіти «підготувати до друку нову редакцію „Правил білоруської ортографії та пунктуації“ (з додаванням правил білоруської ортоепії)». Остаточні рекомендації, опубліковані 13 вересня 1994 р., стверджували, що хоча повернення певних дореформенних норм є бажаним, але час для таких змін ще не став через те, що суспільство ще нібито не готове.
З другої половини 90-х років група вчених з Інституту мовознавства НАН Білорусі та викладачі ряду мінських університетів на чолі з академіком Олександром Підлужним (який у 1998 році закликав до репресій режим Лукашенка щодо прихильників класичного правопису білоруської мови) підготували три варіанти проєкту правописних змін, в яких пропонувалося повернути до офіційного білоруського правопису деякі норми класичного правопису. Невелика частина цих пропозицій була включена до міністерського проєкту нових правил білоруської мови, розробленого в 2006 році (що можна розглядати як продовження повільної еволюції офіційного правопису до класичного, що спостерігається з 1957 року). Проєкт був затверджений вперше у світовій історії мовознавства у формі Закону Республіки Білорусь «Про правила білоруської ортографії та пунктуації» Палатою представників Національних зборів та особисто Олександром Лукашенко. Тим часом, у жовтні 2007 року, напередодні прийняття закону «Про правила білоруської ортографії та пунктуації», міністр освіти режиму Лукашенко Олександр Радков заявив, що документ спрямований на заборону «незаконного використання класичного правопису» в періодичних виданнях. У той же час новий ортографічний словник, виданий Інститутом мовознавства у 2009 році, відзначився численними суперечностями зі змістом норм білоруської ортографії, офіційно прийнятих у 2008 році.
У 1990-х рр. серед редакторів видань, опублікованих класичним правописом, не було єдиного підходу щодо того, як вони повинні дотримуватися правил граматики та лексики згідно тарашкевиці. Водночас лунали заклики до об'єднання: зокрема, Вінцук Вячорка у журналі «Спадчына» у 1991 та 1994 роках. Крім того, 14 червня 1992 р. у Вільнюсі відбулася зустріч журналістів та видавців — користувачів класичного правопису з метою нормалізації правопису. У 1995 році Вінцук Вячорка опублікував проєкт модернізації класичного правопису. Результатом його публічного обговорення стала Празька конференція, що відбулася 5-6 грудня 1998 р., в якій взяли участь два десятки білоруських мовознавців, письменників, журналістів та інших користувачів класичного правопису білоруської мови. Конференція взяла за основу проєкт Вячорки та визначила напрямок подальшої роботи.
Навесні 2000 року з учасників Празької конференції була сформована робоча група, остаточний склад якої був визначений восени 2002 року. До нього входили люди, які постійно займалися практичними питаннями, пов'язаними з білоруською ортографією. Протягом декількох років робоча група на громадських засадах працювала над підготовкою та вдосконаленням збірника правил білоруського класичного правопису (загалом понад 200 засідань), результатом чого стала підготовка публікації «Білоруський класичний правопис. Сучасна нормалізація» (БКП-2005). Новий звід правил базувався на проєкті правопису щодо стандартизації, опублікованому в 1995 році Вінцуком Вячоркою, а також на результатах його публічного обговорення на Празькій конференції. Крім того, наприкінці серпня — на початку вересня 2004 р. була проведена відкрите анкетування щодо найбільш суперечливих питань правопису, результати якої були враховані в проєкті Збірника правил. Проєкт Збірника було надіслано 27 спеціалістам — мовознавцям, письменникам, зацікавленим установам — для зворотного зв'язку. Остаточна версія була затверджена на початку березня 2005 року.
Нормалізацію в 2005 р. прийняли всі основні видання, які на той час дотримувались класичного правопису — газета «Наша Ніва» (з грудня 2008 року використовує офіційний правопис), журнал «ARCHE Пачатак», білоруські видання Радіо Свобода та Польське радіо. У той же час відсутність декларативної інформації про конкретну версію білоруської ортографії, що використовується в певних ЗМІ та публікаціях літературних творів класичним правописом, як правило, не дозволяє однозначно судити про прийняття чи відхилення правописної системи 2005 р., але аналіз таких публікацій свідчить про те, що норми класичного правопису, що використовуються в даний час, по суті відповідають правилам нормалізації класичного правопису 2005 року.
27 квітня 2007 р. IANA надала нормалізованій версії класичного правопису власний мовний підтег «tarask» (повне позначення: be-tarask).
Восени 2012 року американський славіст Курт Вулхайзер провів дослідження використання білоруської мови її носіями в Білорусі, під час якого дійшов наступного висновку: Вулхайзер зазначив: «Жоден з моїх інформаторів не говорить „долар“, але вони говорять „даляр“. Через деякий час це можна ввести як норму. У словниках є слово „маладзёжны“. Але дуже часто використовується інший варіант — „моладзевы“».